# La stanza di Marvin (opera teatrale)
La stanza di Marvin (Marvin's Room) è un'opera teatrale del drammaturgo statunitense Scott McPherson, debuttata a Chicago nel 1990.

## Trama
Dopo vent'anni, le vite di due sorelle, Bessie e Lee, tornano ad intrecciarsi: a Bessie è stata diagnosticata la leucemia e ha bisogno di un trapianto di midollo osseo. Lee fa la parrucchiera in un piccolo paese dell'Ohio e vive sola con i suoi due figli, Hank e il più piccolo Charlie. A darle più preoccupazioni è il figlio adolescente che viene rinchiuso in un ospedale psichiatrico per aver dato fuoco alla casa. Bessie vive in Florida e passa le sue giornate prendendosi cura del padre Marvin, costretto a letto perché colpito da un ictus. Con Bessie vive anche la sua anziana zia Ruth, che convive con dei dolori cronici e la passione sfrenata per una soap opera che segue tutti i giorni. Una sera mentre sta giocando a carte con le sorelle del convento, Lee riceve una telefonata: è il Dottor Wally, che le comunica che la sorella sta lottando contro la leucemia e potrebbe non farcela se non si trova al più presto un donatore di midollo osseo. A Lee non resta altro che prendere i suoi figli e partire per la Florida. Hank si mostra piuttosto ostile e completamente indifferente sia ai problemi di salute di sua zia sia a suo nonno Marvin il quale, ai suoi occhi, appare solo come un povero vecchio ormai ridotto ad un vegetale. Col passare dei giorni tra il ragazzo e la zia nasce un rapporto speciale. Bessie si dimostra comprensiva e disposta ad ascoltare Hank e lui inizia a prendere in considerazione l'idea di sottoporsi al test per la donazione del midollo osseo, a cui era originariamente resistente.
Le due sorelle, che ancora non sono riuscite a superare i dissapori, hanno un nuovo scontro: Bessie vorrebbe che la sorella si trasferisse da lei definitivamente per assistere suo padre ma Lee è assolutamente contraria e ribadisce la scelta fatta vent'anni prima di non voler restare rinunciando così alle sue ambizioni e ai suoi progetti. Bessie l'accusa di non essersi mai interessata alla sua famiglia e Lee fa la stessa cosa. In ospedale Lee e Charlie fanno il test per la donazione del midollo e, a sorpresa, vi si sottopone anche Hank. La sera, Lee propone alla sorella di pettinarle la parrucca che indossa da quando fa la chemioterapia. Il risultato è un taglio moderno che mette di buon umore Bessie. Prima di sapere i risultati del test Lee, Hank, Charlie, Bessie e la zia Ruth decidono di andare a Disney World. Alla fine della giornata, Bessie accusa un malore e sviene. Sua sorella cerca di farle coraggio e di starle vicino, arrivando a capire che è giunto il momento di perdonare ed andare oltre. Sfortunatamente, nessuno dei familiari è compatibile con il midollo di Bessie e non è quindi possibile eseguire il trapianto. Sarà nella stanza di Marvin che Lee, vedendo sua sorella divertirsi a produrre dei giochi di luce per il padre con l'ausilio di un piccolo specchio, arriverà alla convinzione di poter dare e ricevere amore e quindi anche di poter vivere tutti insieme in casa della sorella.

## Storia delle rappresentazioni
La stanza di Marvin ha debuttato al Goodman Theatre di Chicago con la regia di David Petrarca. Petrarca tornò a dirigere la pièce al suo debutto nell'Off Broadway, in scena al Playwrights Horizons di New York per 92 rappresentazioni dal 15 novembre 1991 al 23 febbraio 1992. Il cast comprendeva Laura Esterman (Bessie), Lisa Emery (Lee), Mark Rosenthal (Hank) ed Alice Drummond (zia Ruth). L'opera ha vinto il Drama Desk Award alla migliore opera teatrale. Dal 28 febbraio al 6 settembre 1992 La stanza di Marvin è stata riproposta al Minetta Lane Theatre, sempre nell'Off Broadway, con lo stesso cast, vincendo l'Outer Critics Cricle Award alla migliore opera teatrale. 
Nel 1993 il dramma ha fatto il suo debutto a Londra, in una stagione limitata all'Hampstead Theatre, per poi essere riproposto nel più capiente Comedy Theatre del West End londinese. Alison Steadman interpretava Bessie, Phyllis Logan Lee ed Aidan Gillen Hank. Nel 1994 la pièce è stata messa i ncartellone al Tiffany Theater di Los Angeles, con Mary Steenburgen (Bessie) e Jean Smart (Lee), mentre nel 2017 La stanza di Marvin ha fatto il suo debutto a Broadway con la regia di Anne Kauffman. Lili Taylor interpretava Bessie, Janeane Garofalo ricopriva il ruolo di Lee, Jack DiFalco era Hank e Celia Weston recitava la parte di zia Ruth.

## Adattamento cinematografico
Nel 1996 Jerry Zaks ha diretto l'omonimo adattamento cinematografico della pièce, su sceneggiatura di John Guare. Meryl Streep interpretava Lee, Diane Keaton era Lee e Leonardo DiCaprio Hank. Per la sua interpretazione, Diane Keaton fu candidata all'Oscar alla miglior attrice.